# Corynura heterochlora
Corynura heterochlora är en biart som beskrevs av Johann Dietrich Alfken 1926. Corynura heterochlora ingår i släktet Corynura och familjen vägbin. Inga underarter finns listade i Catalogue of Life.